# Portret listonosza Józefa Roulina
Portret listonosza Józefa Roulina (hol. Portret van Joseph Roulin, ang. Portrait of the Postman Joseph Roulin – zbiorczy tytuł 6 obrazów – portretów Josepha Roulina, namalowanych przez Vincenta van Gogha w okresie od sierpnia 1888 do kwietnia 1889 podczas jego pobytu w miejscowości Arles:
1. Portret listonosza Józefa Roulina [1] namalowany na początku sierpnia 1888, obecnie w zbiorach Museum of Fine Arts w Bostonie. Nr kat.: F 432, JH 1522.
2. Portret listonosza Józefa Roulina[2] namalowany na początku sierpnia 1888, obecnie w zbiorach Detroit Institute of Arts w Detroit. Nr kat.: F 433, JH 1524.
3. Portret listonosza Józefa Roulina[3] namalowany na przełomie listopada i grudnia 1888, obecnie w zbiorach Kunstmuseum Winterthur w Winterthur. Nr kat.: F 434, JH 1647.
4. Portret listonosza Józefa Roulina[4] namalowany w kwietniu 1889, obecnie w Barnes Foundation w Lower Merion Township. Nr kat.: F 435, JH 1674.
5. Portret listonosza Józefa Roulina[5] namalowany w kwietniu 1889, obecnie w Museum of Modern Art w Nowym Jorku. Nr kat.: F 436, JH 1675.
6. Portret listonosza Józefa Roulina[6] namalowany w kwietniu 1889, obecnie w Kröller-Müller Museum w Otterlo. Nr kat.: F 439, JH 1673.

## Historia
W pierwszych miesiącach swojego pobytu w Arles van Gogh zarzucił malarstwo portretowe, prawdopodobnie z braku modeli. Ale już pod koniec lipca 1888 informował brata Theo o  o rozpoczęciu pracy nad portretem Josepha-Étienne’a Roulina (1841–1903), naczelnika urzędu pocztowego przy przystanku kolejowym w Arles. Van Gogh spotkał Roulina prawdopodobnie w maju 1888, kiedy wysyłał swojej obrazy do brata Theo. Szybko się zaprzyjaźnili, a Roulin często zapraszał van Gogha do siebie na obiad. Van Gogh żywił głębokie i szczere uczucia do całej rodziny Roulinów;  pozwoliło mu to dostrzec wiele szlachetnych i korzystnych cech w twarzach poszczególnych jej członków, których portrety zamierzał sporządzić w najbliższych miesiącach. Najpierw postanowił sportretować samego Roulina, którego rysy przypominały mu pewnego rosyjskiego szlachcica zaczerpniętego z Tołstoja.
Pracuję teraz z kolejnym modelem, listonoszem w niebieskim mundurze ze złotymi obszyciami, wielkim, twarz brodata, prawdziwy Sokrates, zapalony republikanin, jak ‘ojciec’ Tanguy. Bardziej interesujący, niż wielu innych ludzi.
Natomiast na początku sierpnia donosił Bernardowi o ukończeniu pracy nad portretem:
Namalowałem właśnie portret listonosza – właściwie nawet dwa – w typie Sokratesa, nie mniej sokratyczny nawet jeśli trochę alkoholik, z jaskrawym kolorem jako efektem. Jego żona właśnie urodziła, dobry mąż promienieje z zadowolenia. To zażarty republikanin, jak ‘ojciec’ Tanguy. Na Boga, co za temat do malowania à la Daumier, co? Był zbyt spięty przy pozowaniu, to dlatego namalowałem go dwa razy. Za drugim razem podczas jednej sesji, na białym płótnie, błękitne tło, prawie białe, twarz w przełamanych odcieniach żółci, zieleni, purpury, różu, czerwieni, mundur w kolorze błękitu pruskiego z żółtymi obszyciami.

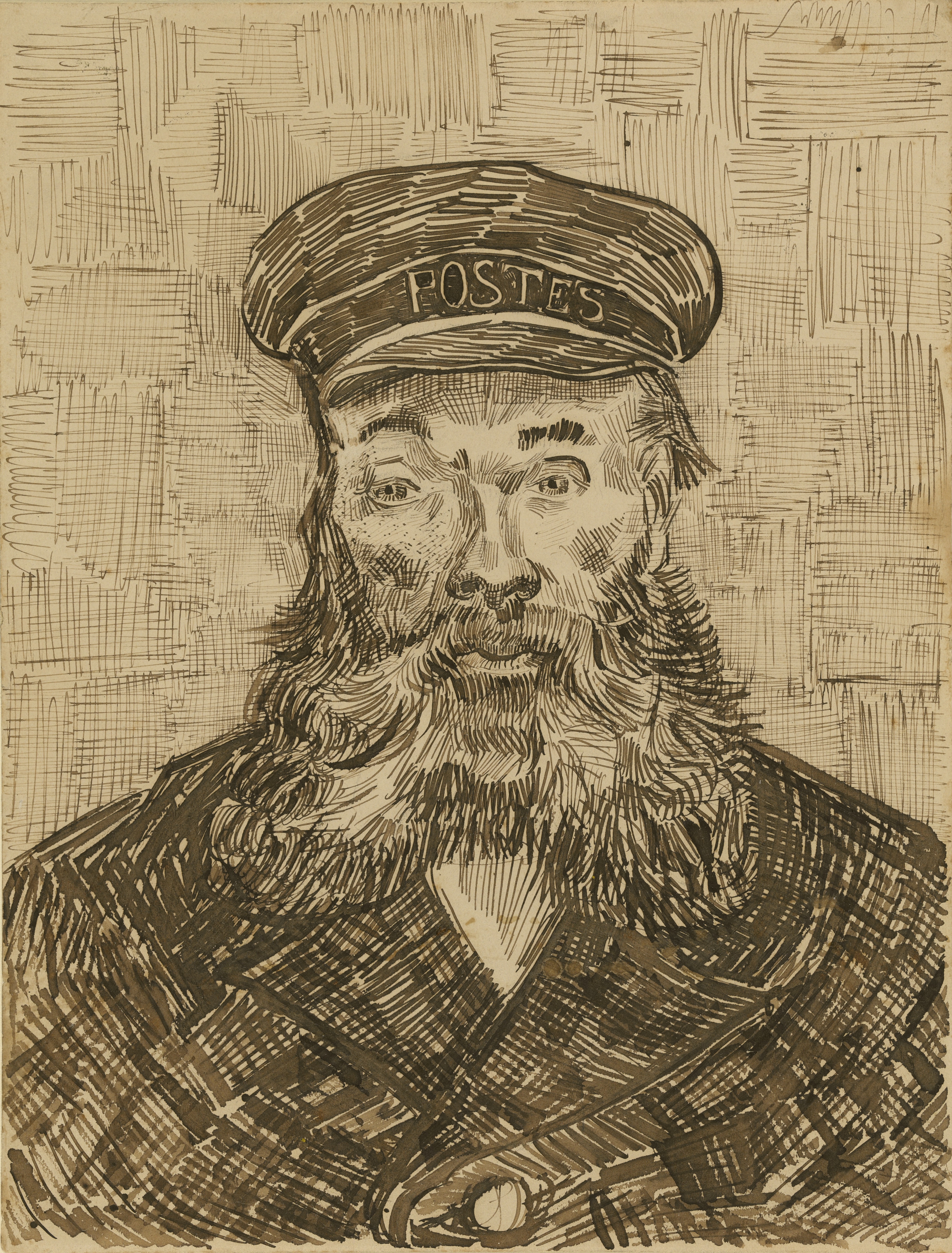
Portret listonosza Józefa Roulina, sierpień 1888, 31,8 x 24,3 cm, rysunek brązowym atramentem na czarnej kredzie na papierze, Nr kat.: F 1458, JH 1536, J. Paul Getty Museum, Los Angeles.

Po namalowaniu obu portretów van Gogh wykonał na ich podstawie rysunki. Na pierwszym z nich przedstawiona od frontu twarz Roulina wypełnia pierwszy plan obrazu. Jego oczy spoglądają z wyrazem tęsknoty nieco w bok. Van Gogh energicznymi pociągnięciami oddał brodę Roulina, rysy jego twarzy i nieco zakrzywiony nos. Ciemnymi, grubymi liniami piórka z trzciny narysował jego wibrujący płaszcz i czapkę. Tło, które stanowi patchwork nerwowych, krzyżujących się kresek, rysowanych ptasim piórem, tworzy dodatkowe napięcie wzmacniając energię emanującą z pozującego modelu i jego niepewnego wzroku.
W następnych miesiącach van Gogh namalował podobizny pozostałych członków rodziny Roulina. Na początku grudnia 1888 informował brata:
Namalowałem już portrety całej rodziny, rodziny listonosza, którego głowę namalowałem wcześniej – mężczyzna, kobieta, dziecko, mały chłopiec i 16-letni syn, wszyscy w bardzo francuskim typie, choć wyglądają na Rosjan. Płótno rozmiar 15.
W styczniu Roulin został przeniesiony do Marsylii, do której później zabrał z Arles całą rodzinę.
W kwietniu 1889 van Gogh namalował dalsze portrety Josepha Roulina, który odwiedził go, przyjeżdżając do Arles z Marsylii. Ok. 1895 znany kolekcjoner sztuki i marszand Ambroise Vollard odnalazł Józefa Roulina i jego żonę i przekonał ich, żeby sprzedali mu obrazy van Gogha, które zdobiły ich dom. Ci zgodzili się, dzięki czemu obrazy te znalazły się ostatecznie w muzeach całego świata.

## Opis
Na wszystkich sześciu obrazach Roulin został przedstawiony jako umundurowany urzędnik państwowy. Na pierwszym z portretów ujęty został w pozie trzy czwarte postaci. Siedzi w ciemnoniebieskim mundurze na zaokrąglonym krześle, odwracając się od prostego stołu, jakby w pół słowa. Według Ronalda Pickvance’a pozycja ta sugeruje scenę picia – Roulin bywał w kawiarni a szklanka pojawia się na rysunku sporządzonym po namalowaniu portretu. Na obrazie olejnym nie ma jednak śladu alkoholu ani kawy. Obraz ożywia błękitne tło otaczające ciemniejszą sylwetkę Roulina z twarzą okoloną bujną brodą, ubranego w mundur ze złotymi obszyciami. Ręce jego wystają z rękawów, zwisając swobodnie. Twarz i ręce zostały namalowane w przełamanych odcieniach żółci, zieleni, fioletu, różu i czerwieni. Uwagę zwraca potraktowanie munduru listonosza nie jako elementu jego ubioru ale jako dużego elementu kolorystycznej kompozycji obrazu.
W pozostałych pięciu portretach-popiersiach Roulina ukazanego jako pater familias van Gogh scalił ideę republikańskiego oficera z łagodnym patriarchą. Format zbliżenia sugeruje zażyłość malarza z modelem. Ale nawet w tym ujęciu Roulin prezentuje się dostojnie, z rozdzieloną na dwie części patriarchalną, bujną brodą wijącą się na mundurze. Na obrazach namalowanych w kwietniu Roulin został ukazany na kwiecistym tle przypominającym tapetę.